# Physalaemus camacan
Physalaemus camacan är en groddjursart som beskrevs av Pimenta, Cruz och Débora Leite Silvano 2005. Physalaemus camacan ingår i släktet Physalaemus och familjen Leiuperidae. IUCN kategoriserar arten globalt som otillräckligt studerad. Inga underarter finns listade i Catalogue of Life.